# Daewoo XK8
La Daewoo XK8, també coneguda com a DAR-21 (Daewoo Assault Rifle-21st Century, en anglès, traducció literal: Fusell d'Assalt Daewoo del segle 21), es un fusell d'assalt / pistola automàtica de 5,56×45mm NATO desenvolupada i produïda per S&T Daewoo amb la intenció de reemplaçar el fusell d'assalt Daewoo K2, de l'exèrcit de Corea del Sud. El XK8, va ser la primera arma en ser desenvolupada únicament per companyies de defensa de Corea del Sud, sense demanar ni obtindre ajuda de l'exèrcit. Encara que després de les proves de camp, el Comandament de les Forces Especials de Corea del Sud per a Investigació de Equipament, va dir que no la acceptaven, i no va entrar mai en Producción en massa. El fusell avui en dia només s'exporta a altres països.

## Història
L'Agència de Defensa, “Agència per al Desenvolupament i Defensa”, va iniciar un nou sistema d'armes per a la infanteria. Van haver de decidir entre desenvolupar una arma de combat individual o un fusell d'assalt de tipus Bullpup. Després que coneguessin els problemes que van tindre els americans amb la seva nova arma de defens personal (HK XM29), els Coreans van haver de decidir per desenvolupar diversos projectes per obtindre una nova i millorada arma, que es pogués enfrontar amb un gran nombre d'infanteria, ja que a Corea era poc probable que la envaïssin amb tancs, ja que el seu terreny era mol muntanyós i endemés el seu oponent directe, Corea del Nord, tenia un exèrcit que el superava bastant en nombre. La Daewoo XK9 era un d'aquells projectes.
En l'Exposició Internacional de Protecció (IDEX), en 2003 es va presentar la Daewoo XK9, però va ser cancel·lada i es van decantar per l'èxit rotund de la Daewoo K11.

## Tecnologia
Aquest fusell (XK9), era la contrapart de la HK XM8, designada com a XK8 (la “X” significa experimental). El fusell, era de tipus Bullpup, i era construït principalment de plàstic. Utilitzava la munició de 5,56x45 mm OTAN, amb un carregador de tipus STANANG, igual que la majoria de les armes de Daewoo. L'arma era operada per gas, com les HK G36 o la AR-18. Podia afegir-se una mira làser, una mira telescòpica, reflex... en el seu riell superior. Podia disparar en ràfegues, semiautomàtic o totalment automàtic, amb una cadència de foc d'uns 8RPM (Rounds Per Minute, bales per minut en anglès). Oimés, per la seva amistat amb els Estats Units d'Amèrica, van afegir la possibilitat de poder utilitzar carregadors de M16 en l'arma.